# Therese Bodenburg
Therese Marie Bodenburg, verheiratete Therese Marie Brockmann (1738 in Ödenburg – 20. September 1793 in Wien) war eine österreichische Theaterschauspielerin.

## Leben
Bodenburg, die Tochter einer Prinzipalin, war schon in ihrer Jugend auf Bühnen tätig. 1765 heiratete sie Johann Franz Brockmann. Das Paar ging 1766 nach Wien, wo sie in den damals noch üblichen extemporierten Stücken und Singspielen mit Erfolg Mädchenrollen spielte. Nach zwei Jahren verließ sie Wien und ging nach Frankfurt, Main, Köln und Düsseldorf. Im Jahr 1770 wurde sie wieder nach Wien berufen. Sie wirkte dort längere Zeit mit großem Erfolg als Soubrette, bis sie ins Fach der komischen Alten wechselte und auch in diesem Fach große Anerkennung erzielte.